# Andrea Jiménez
Andrea Jiménez (26 de noviembre de 2001) es una deportista de España que compite en atletismo. Ganó una medalla de plata en el Campeonato Europeo de Atletismo por Equipos de 2019, en la prueba de 4 × 400 m mixto.